# Іоанна I (королева Наварри)
Іоа́нна I (лат. Ioanna I, 14 січня 1273 — 2 або 4 квітня 1305) — наваррська інфанта і спадкоємниця, королева Наварри (1274—1305) і Франції (1285—1305). Графиня Шампанська. Представниця Блуаського дому. Народилася в Бар-сюр-Сені, Франція. Донька наваррського короля Генріха I. Успадкувала трон батька після його смерті. Дружина французького короля Філіппа IV (з 1284), який за правом дружини став першим наварським королем з французького королівського дому Капетингів. Мати трьох французьких королів —Людовіка Х, Філіпа V та Карла IV. Померла у Венсенні.

## Імена
- Жанна (фр. Jeanne) — у французьких документах.
- Іоанна (лат. Ioanna) — у латинських документах.
- Хуана (ісп. Juana, баск. Henrike) — у іспанських документах.
- Іоа́нна I (ісп. Juana I, фр. Jeanne I) — як королева Наварри.
- Іоа́нна І Наваррська (ісп. Juana I de Navarra, фр. Jeanne I de Navarre) — за назвою королівства.

## Біографія
В 1274 році після смерті батька вона вспадкувала його володіння оскілько до того часу в Генріха Наваррського не залишилося інших шлюбних дітей. В Шампанській династії, яка правила Наваррою з 1234 року також не залишилося жодного прямого спадкоємця по чоловічій лінії. Тож Жанна стала королевою, хоч реальну владу через вік правительки мала її мати-регентка Бланка д'Артуа. Для того щоб вберегти володіння своєї дочки Бланка за Орлеанським договором передала французькому королю Філіпу ІІІ Сміливому права на Наварру до повноліття своєї дочки. Цю угоду вирішили зкріпити династичним шлюбом — в травні 1275 року Жанна була заручена з другим сином короля Франції Філіпом. На цей шлюб треба було отримати згоду папи. Григорій Х погодився, бо Філіп як другий син, не був спадкоємцем престолу, а отже володіння Жанни не потрапляли до французької корони, посилення якої не хотів папа. Однак ці застороги не допомогли, бо в 1276 році Людовік, старший брат Філіпа, помер і той став спадкоємцем Філіпа ІІІ
6 серпня 1284 року Жанна Наварська графиня Шампані та Брі одружилася з Філіпом IV, який уже через рік став королем Франції. Завдяки цьому шлюбу Шампань і Брі фактично перейшли до королівського домену хоч формально це відбулося лише в 1361 році. Іншим наслідком стала особиста унія Франції та Наварри до 1328 року.
1304 року Жанна заснувала у Парижі Наваррську колегію. Коли граф де Бар підняв повстання проти неї як графині Шампані, вона направила проти нього військо.
Померла в 1305 році під час пологів. Обставини її смерті неясні, й деякі літописці звинувачували в ній Філіпа IV. У Наваррі спадкоємцем Жанни став її старший син Людовік, майбутній Людовик X.

## Родина
Чоловік — Філіпп IV, король Франції
Діти:
- Людовік — король Наварри з 1304, пізніше французький король Людовік Х Сварливий;
- Бланка (1290—1294);
- Ізабелла — Ізабелла Французька, дружина англійського короля Едварда ІІ Плантагенета.
- Філіп — французький король Філіп V Довгий
- Карл — французький король Карл IV Вродливий
- Роберт (1297—1308)